# Église Santa Maria della Pace (Naples)
L'église Santa Maria della Pace (Sainte-Marie-de-la-Paix) est une église du centre historique de Naples. Elle fait partie d'un édifice construit au XVIe siècle qui servait d'hôpital.

## Histoire
L'église est bâtie avec l'hôpital fondé par les frères de Saint Jean de Dieu en 1587, ainsi que la salle du Lazaret.
L'ensemble donne sur la via dei Tribunali, avant que celle-ci ne débouche en face du Castel Capuano, juste après la piazzetta Sedil Capuano.
Le complexe architectural a pris la place d'un ancien palais nobiliaire construit par Giovanni Caracciolo au début du XVe siècle, selon les dessins d'Andrea Ciccione (it). L'architecture de l'ancien édifice est encore reconnaissable par le portail gothique caractérisé par un arc polylobé.
Pietro de Marino est l'auteur des plans de l'église commencée en 1629 et terminée en 1659. Elle est consacrée à sainte Marie de la Paix, pour rendre hommage à la paix signée entre Louis XIV et  Philippe IV d'Espagne, souverain du royaume de Naples.

## Description
L'église s'inscrit dans une croix latine avec une nef unique et trois chapelles de chaque côté. L'intérieur est restauré après le tremblement de terre de 1732 par Domenico Antonio Vaccaro. Donato Massa est l'auteur du splendide pavement de carreaux de majolique et de terre cuite, selon les dessins du même Vaccaro. L'abside est de Niccolò Tagliacozzi Canale.

## Salle du Lazaret
On accède à la salle du Lazaret par un grand escalier donnant à gauche du vestibule. Elle doit son nom au fait que les frères hospitaliers y soignaient les lépreux et les malades de la peste. Cette salle mesure 60 mètres de long avec au fond un autel décoré de carreaux de marbre du XVIIIe siècle. Celui-ci séparait la grande salle des malades du cabinet des médecins.
Deux galeries courent le long des parois sur la longueur de chaque côté. Elles servaient aux frères pour descendre par des cordes la nourriture et la boisson pour les malades, afin d'éviter la contagion.
Des fresques d'Andrea Viola et de Giacinto Diano décorent la voûte en berceau et les espaces entre les fenêtres.

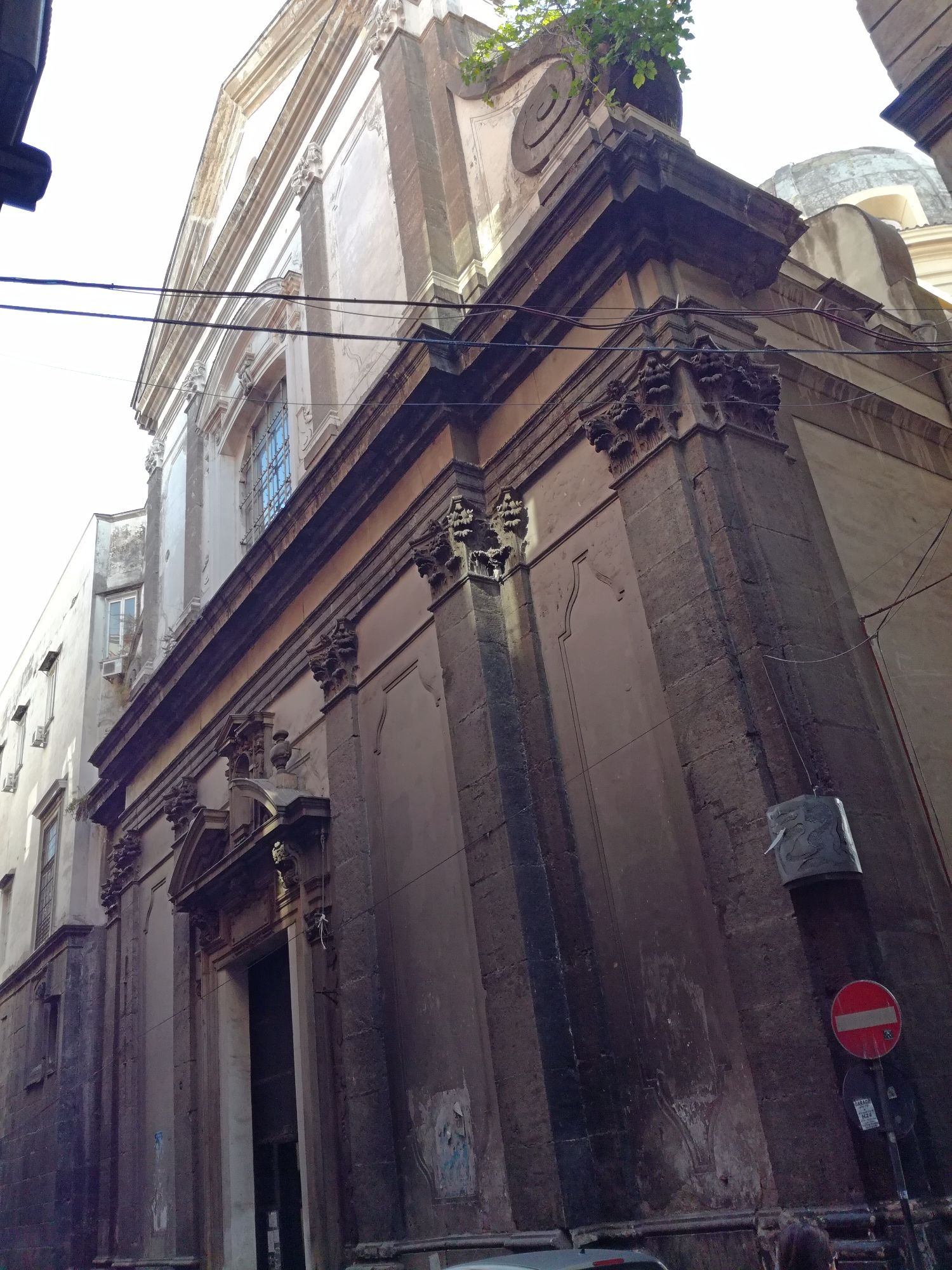
Façade de l'église.
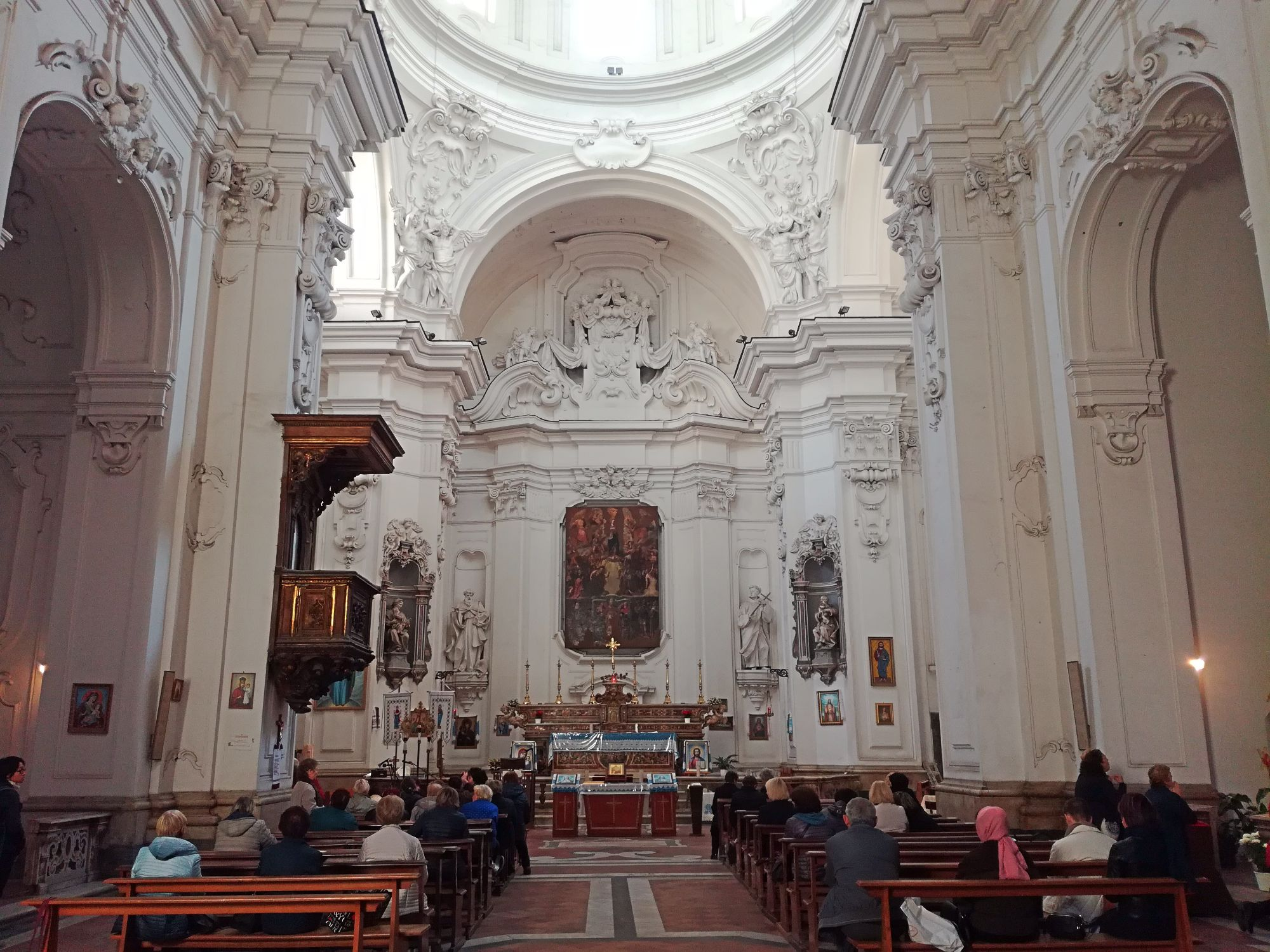
Intérieur de l'église.
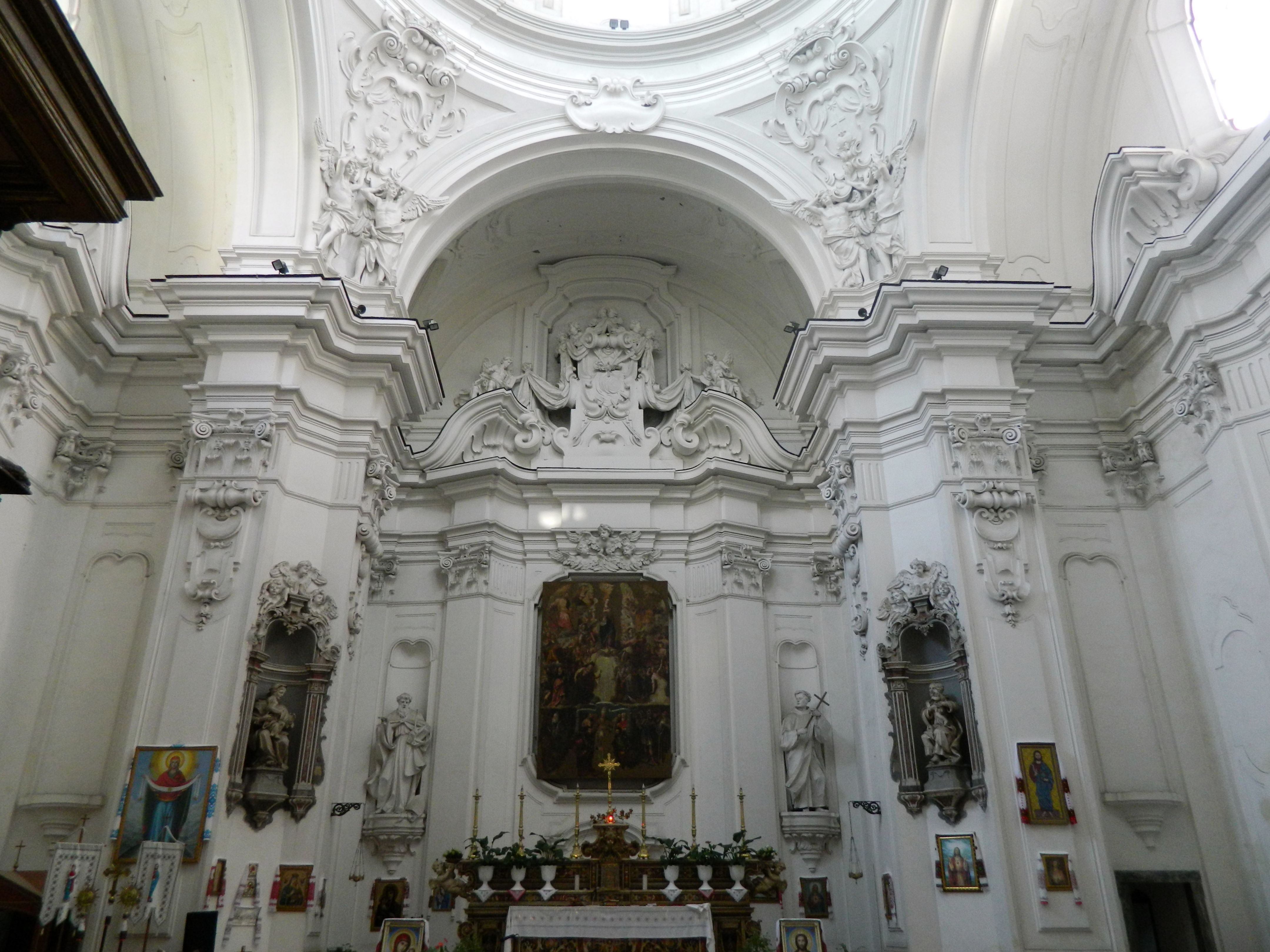
Abside de l'église.
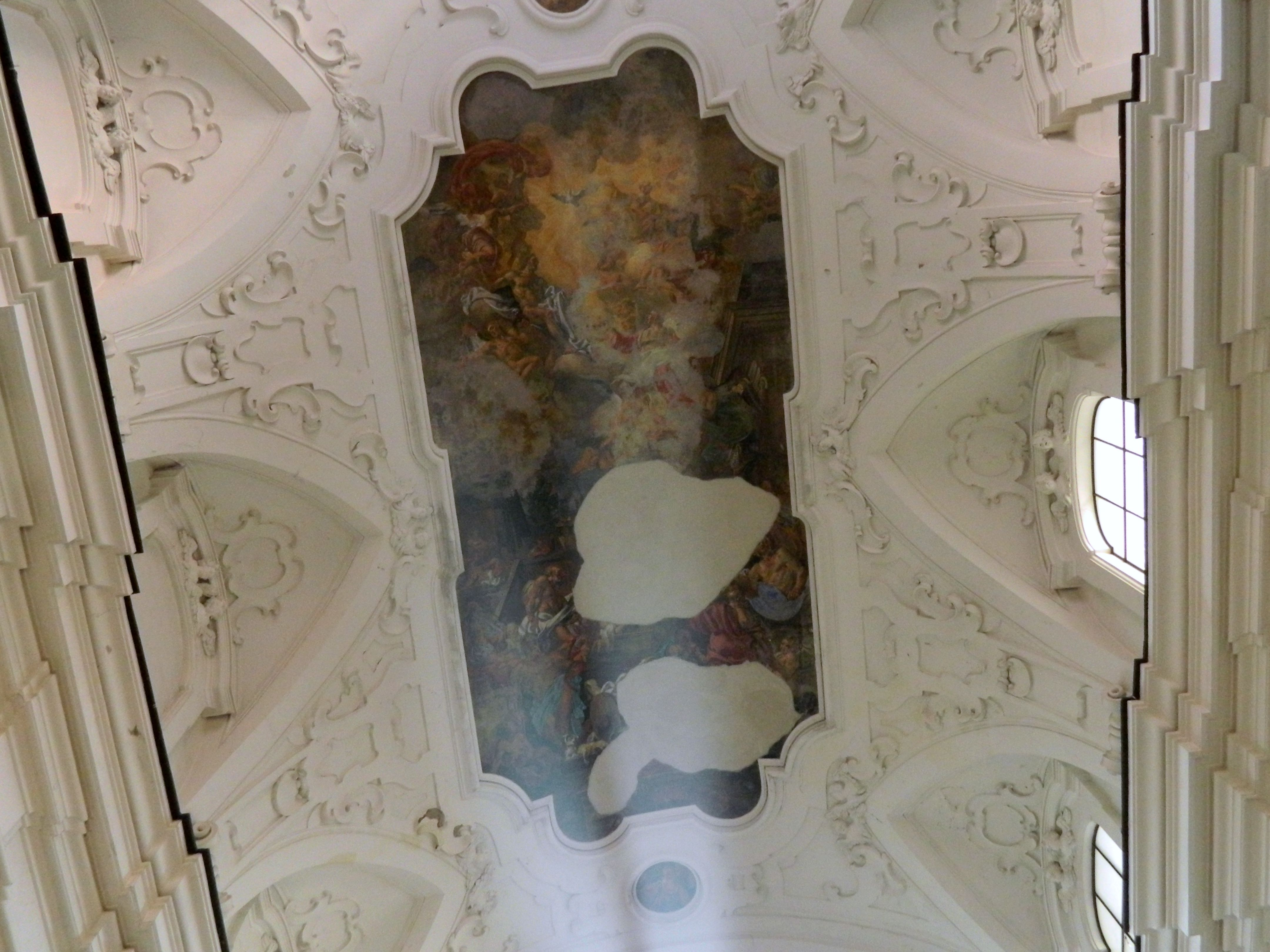
Fresque de la voûte.
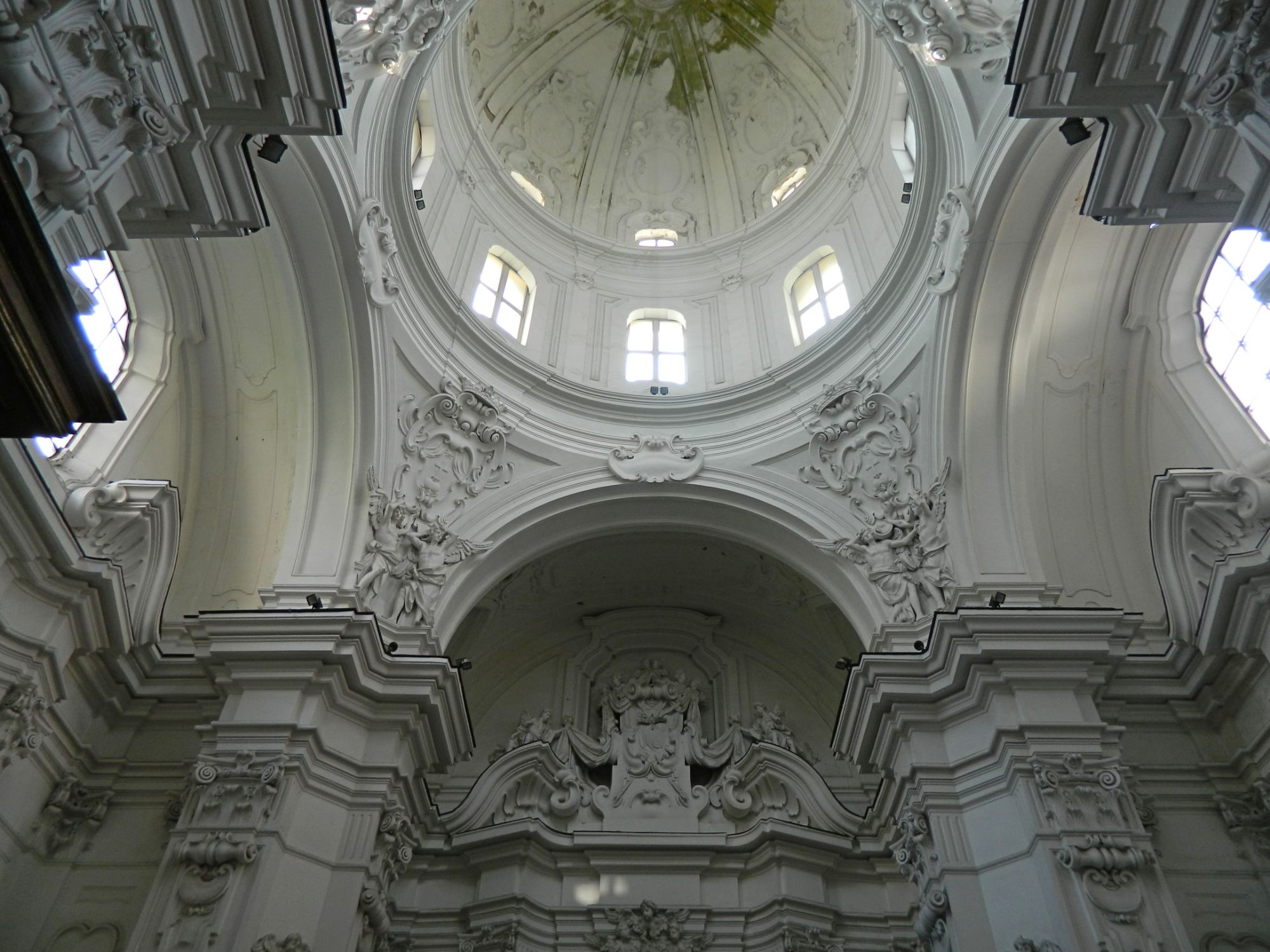
Coupole de l'église.
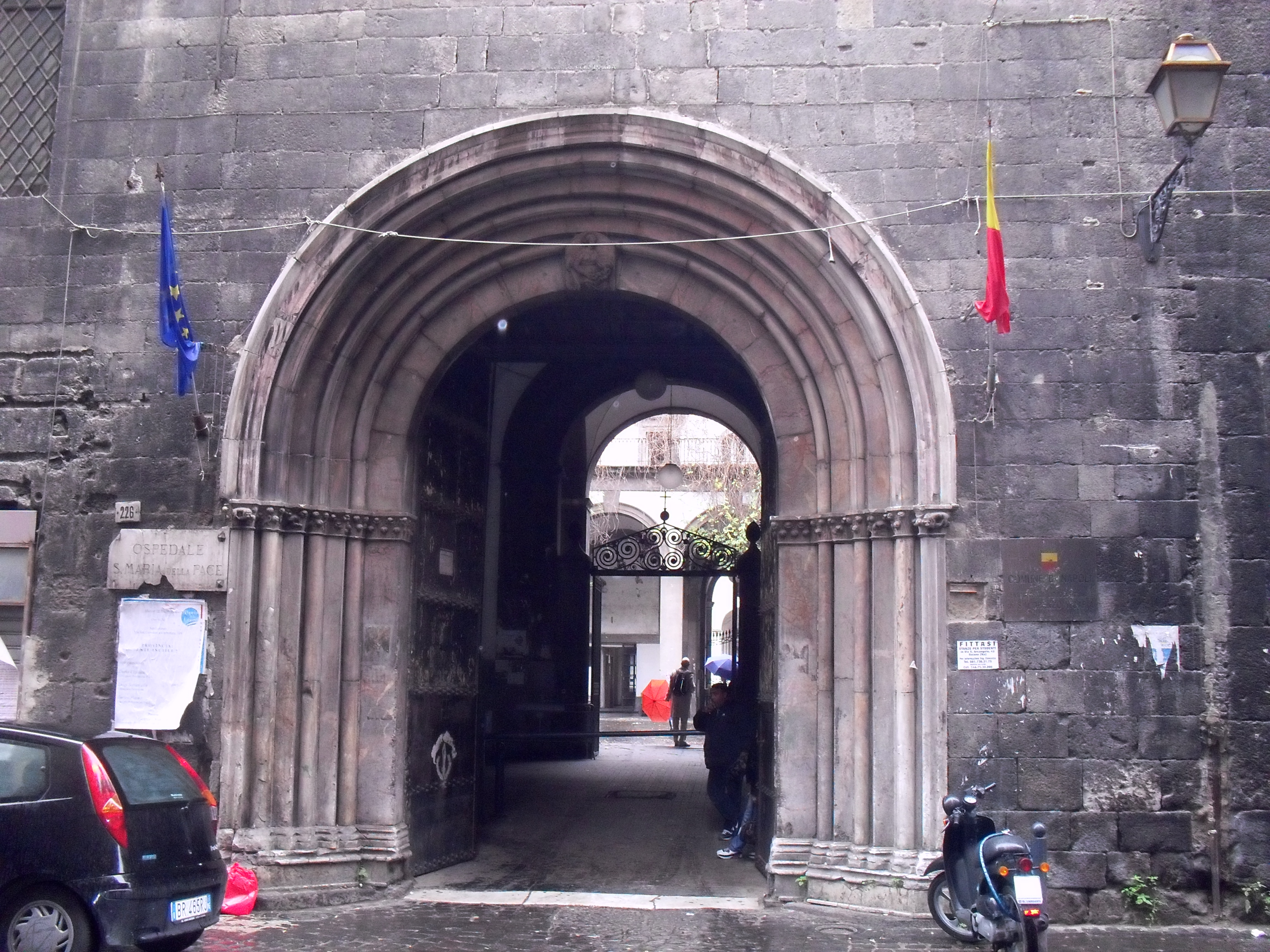
Entrée de l'hôpital de la Paix.

## Source de la traduction
- (it) Cet article est partiellement ou en totalité issu de l’article de Wikipédia en italien intitulé « Chiesa di Santa Maria della Pace (Napoli) » (voir la liste des auteurs).